# Sis dies de Londres

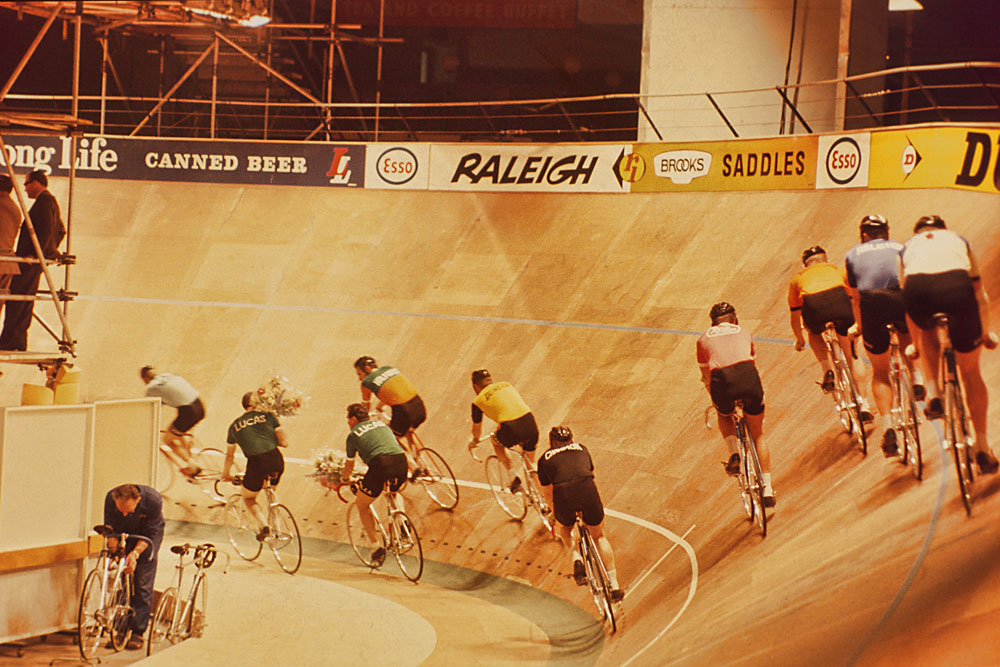
Edició de 1967

Els Sis dies de Londres són una cursa de ciclisme en pista, de la modalitat de sis dies, que es disputa a Londres. La seva primera edició data del 1923 i va durar fins al 1980, amb diferents parèntesi. De 1936 a 1980 es van córrer a l'Empire Pool and Sports de Wembley. El 2015 es van recuperar celebrant-se al Lee Valley VeloPark. Patrick Sercu, amb vuit victòries, és el ciclista que més vegades l'ha guanyat.

## Palmarès
| Any     | Primers                              | Segons                                | Tercers                               |
| ------- | ------------------------------------ | ------------------------------------- | ------------------------------------- |
| 1923    | Aloïs Persijn · Pierre Vandevelde    | Marcel Godiver · Georges Peyrode      | Marcel Dupuy · Giuseppe Oliveri       |
| 1924-33 | No disputats                         | No disputats                          | No disputats                          |
| 1934    | Sydney Cozens · Piet van Kempen      | Gustav Kilian · Heinz Vopel           | Fred Ottevaire · Charles Winter       |
| 1935    | No disputats                         | No disputats                          | No disputats                          |
| 1936    | Gustav Kilian · Heinz Vopel          | Jean Aerts · Albert Buysse            | Emile Diot · Emile Ignat              |
| 1937    | Piet van Kempen · Albert Buysse      | Emile Diot · Emile Ignat              | Alfred Crossley · Jimmy Walthour      |
| 1938    | Albert Billiet · Albert Buysse       | Kees Pellenaars · Frans Slaats        | Piet van Kempen · Cor Wals            |
| 1939    | Omer De Bruycker · Karel Kaers       | Arie Van Vliet · Cor Wals             | Albert Billiet · Albert Buysse        |
| 1940-50 | No disputats                         | No disputats                          | No disputats                          |
| 1951    | René Adriaenssens · Albert Bruylandt | Reginald Arnold · Alfred Strom        | Severino Rigoni · Ferdinando Terruzzi |
| 1952    | Reginald Arnold · Alfred Strom       | Severino Rigoni · Ferdinando Terruzzi | Armin von Büren · Jean Roth           |
| 1953-66 | No disputats                         | No disputats                          | No disputats                          |
| 1967    | Freddy Eugen · Palle Lykke Jensen    | Dieter Kemper · Horst Oldenburg       | Gerard Koel · Peter Post              |
| 1968    | Patrick Sercu · Peter Post           | Dieter Kemper · Horst Oldenburg       | Giuseppe Beghetto · Klaus Bugdahl     |
| 1969    | Patrick Sercu · Peter Post           | Dieter Kemper · Klaus Bugdahl         | Graeme Gilmore · William Lawrie       |
| 1970    | Patrick Sercu · Peter Post           | Sigi Renz · Tony Gowland              | Dieter Kemper · Klaus Bugdahl         |
| 1971    | Patrick Sercu · Peter Post           | Alain Van Lancker · Tony Gowland      | Fritz Pfenninger · Erich Spahn        |
| 1972    | Patrick Sercu · Tony Gowland         | Leo Duyndam · Gerben Karstens         | Alain Van Lancker · Jacky Mourioux    |
| 1973    | Leo Duyndam · Gerben Karstens        | Patrick Sercu · Gianni Motta          | Alain Van Lancker · Jacky Mourioux    |
| 1974    | Patrick Sercu · René Pijnen          | Leo Duyndam · Roy Schuiten            | Sigi Renz · Tony Gowland              |
| 1975    | Günther Haritz · René Pijnen         | Wilfried Peffgen · Tony Gowland       | Patrick Sercu · Alain Van Lancker     |
| 1976    | No disputats                         | No disputats                          | No disputats                          |
| 1977    | Patrick Sercu · René Pijnen          | Donald Allan · Danny Clark            | Wilfried Peffgen · Albert Fritz       |
| 1978    | Donald Allan · Danny Clark           | Gerrie Knetemann · Jan Raas           | Wilfried Peffgen · Albert Fritz       |
| 1979    | Patrick Sercu · Albert Fritz         | Gerben Karstens · René Pijnen         | Gert Frank · René Savary              |
| 1980    | Donald Allan · Danny Clark           | Gert Frank · Kim Gunnar Svendsen      | Patrick Sercu · Albert Fritz          |
| 1981-14 | No disputats                         | No disputats                          | No disputats                          |
| 2015    | Kenny De Ketele · Moreno De Pauw     | Christopher Latham · Oliver Wood      | Iljo Keisse · Gijs Van Hoecke         |
| 2016    | Kenny De Ketele · Moreno De Pauw     | Mark Cavendish · Bradley Wiggins      | Cameron Meyer · Callum Scotson        |
| 2017    | Cameron Meyer · Callum Scotson       | Mark Cavendish · Peter Kennaugh       | Kenny De Ketele · Moreno De Pauw      |
| 2018    | Yoeri Havik · Wim Stroetinga         | Leigh Howard · Kelland O'Brien        | Roger Kluge · Theo Reinhardt          |
| 2019    | Elia Viviani · Simone Consonni       | Mark Cavendish · Owain Doull          | Yoeri Havik · Wim Stroetinga          |